# Heliothryx
A Heliothryx a madarak (Aves) osztályának a sarlósfecske-alakúak (Apodiformes) rendjébe, ezen belül a kolibrifélék (Trochilidae) családjába tartozó nem. Az alcsaládi besorolása bizonytalan, egyes szervezetek a valódi kolibriformák (Trochilinae) alcsaládjába sorolják ezt a nemet és a fajt is.

## Rendszerezésük
A nemet Friedrich Boie német ornitológusírta le 1831-ben, jelenleg az alábbi 2 faj tartozik ide:
- lilahomlokú tündérkolibri (Heliothryx barroti)
- feketefülű tündérkolibri (Heliothryx auritus)

## Előfordulásuk
E madárnem mindkét faja igen nagy területen fordul elő. A lilahomlokú tündérkolibri az északibb faj, elterjedésének északi része Mexikóba nyúlik, míg déli része Kolumbiáig tart. A feketefülű tündérkolibri élőhelyének jó részét megossza a rokonával, de elterjedése délebbre, egészen Brazíliába is lenyúlik. Természetes élőhelyeik a szubtrópusi és trópusi síkvidéki esőerdők, valamint másodlagos erdők.

## Megjelenésük
Testhosszuk 13-14 centiméter körüli. A két faj nagyon hasonlít egymásra. Mindkettőjüknek zöld a háti részük, és fehér a hasi részük. Továbbá mindkét fajnak a szemtájékán és szárnyának az alsó felén fekete vagy sötétkék sávok húzódnak.